# Cryphia glaucula
Cryphia glaucula là một loài bướm đêm trong họ Noctuidae.